# Emily Florence Cazneau

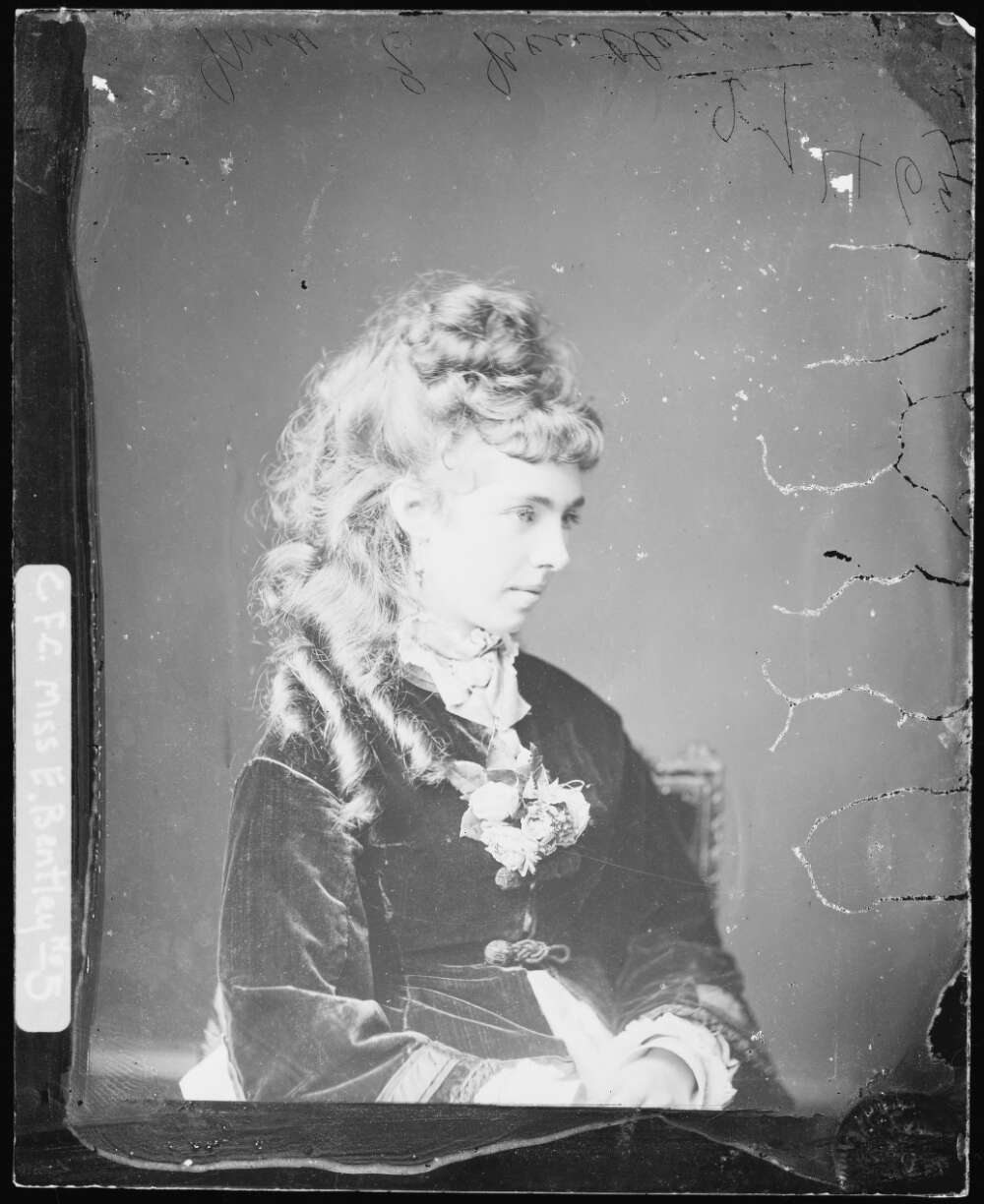
Emily Florence Cazneau
(ca. 1870er Jahre)

Emily Florence Cazneau (* 14. Mai 1855 in Sydney, Australien; † 24. März 1892 in Adelaide, Australien) war eine in Australien geborene neuseeländische Fotografin und Coloristin.

## Frühes Leben
Emily Florence Bentley wurde am 14. Mai 1855 als jüngste Tochter der Eheleute Ellen und Richard Bentley in Sydney geboren und am 7. November 1872 im Alter von 17 Jahren in der Anglican Church in Sydney getauft. Über Kindheit und Jugendzeit ist nichts bekannt.
In Sydney arbeitete sie zunächst als Coloristin und Miniaturmalerin in den Fotostudios der Firma Freeman Brothers, wo sie ihren zukünftigen Ehemann Pierce Mott Cazneau kennen lernte.

## Neuseeland
Sie siedelten Anfang der 1870er Jahre in Wellington, Neuseeland und heiratete am 23. Dezember 1876. Aus der Ehe ging ein Sohn hervor, der am 30. März 1878 geboren wurde und später unter dem Namen Harold Cazneaux in Australien selbst ein bekannter Fotograf wurde.
Emily und ihr Mann eröffneten Anfang der 1870er Jahre in Wellington ein professionelles Fotostudio, das sie zusammen bis 1890 betrieben. Emily war auch beim Ausbruch des Mount Tarawera zugegen und fotografierte das Ereignis. Des Weiteren hielt Emily Vorträge im Exhibition Building und verwendete dabei ihr selbsterstelltes Filmmaterial, das sie von ihren Negativen angefertigt hatte.
Emily verkaufte ihr Studio und ihre Negative 1886 an F. Hill und ging 1886 oder 1887 zurück nach Australien. Dort verstarb sie am 24. März 1892 in Adelaide.